# اندیس قاضی کلایه ۱
قاضی کلایه ۱ یک اندیس فلزی است که در حوالی شهر قزوین استان قزوین قرار دارد و مادهٔ معدنی موجود در آن، سرب و روی است.  